# 江苏司法警官职业学院
江苏司法警官职业学院是位于江苏省的一所公办全日制普通高等专科学校，由江苏省人民政府举办、江苏省司法厅主管，在南京市、镇江市和丹阳市有3个校区。

## 历史沿革
- 1985年，江苏省劳改工作专业学校成立。[1][4][5]

- 1986年，江苏省劳改工作专业学校改名为江苏省劳改工作警官学校。[4]

- 1997年，江苏省劳改工作警官学校改名为江苏省司法警官学校。[1][4]

- 2000年，江苏省司法警官学校停办。[4]

- 2004年，恢复办学，同年5月，经江苏省教育厅批准改名为江苏省司法警官高等职业学校，同时成为江苏联合职业技术学院司法警官分院。[1][4]

- 2015年，江苏省司法行政学院挂牌运行。[1]

- 2023年11月，经江苏省人民政府批准，江苏省司法警官高等职业学校改名为江苏司法警官职业学院。[2]

## 校区简介
学校有南京桥林校区、镇江桃花坞校区、句容宝华校区等3个校区，总占地面积537.19亩，总建筑面积14.88万平米。

### 南京桥林校区
江苏司法警官职业学院南京桥林校区位于江苏省南京市浦口区百合路248号，占地面积343.5亩，建筑面积约8.29万平方米。

### 镇江桃花坞校区
江苏司法警官职业学院镇江桃花坞校区位于江苏省镇江市京口区桃花坞路一区14号，占地面积80.79亩，建筑面积5.75万平方米。

### 句容宝华校区
江苏司法警官职业学院句容宝华校区位于江苏省镇江市句容市，占地面积112.9亩。